# Lars-Erik Ström
Lars-Erik Ström, född 20 april 1929 i Norrköping, död 2017 i Lidköping, var en svensk målare, tecknare, grafiker och reklamtecknare.
Han var son till Erik Ström och Rut Gustavsson och från 1955 gift med Maud Sinclair. Ström studerade för Nils Wedel vid Slöjdföreningens skola i Göteborg 1948–1952 samt för Endre Nemes och Torsten Renqvist vid Valands konstskola i Göteborg 1952–1956. På sommarloven under studietiden var han till sjöss och gjorde resor till både Japan, Sydamerika och till ett flertal länder i Europa. Han tilldelades Mannheimerstipendiet 1955, Kungafondens stipendium 1962 och Göteborg kommuns kulturstipendium 1962 och 1964 samt det större statliga arbetsstipendiet 1965–1966. Av de yngre Nemeseleverna räknades han till en av de mer betydande efterföljarna av Nemes konststil. Separat ställde han bland annat ut på Galleri 54 i Göteborg och i Norrköping, samt kulturhuset Västerplana Mejeri 2008. Han ställde ut tillsammans med Leif Knudsen och Jan Stenvinkel på Göteborgs konsthall 1963 och tillsammans med Birgitta Flink och Lars Hillersberg ställde han ut i Falköping 1965 samt tillsammans med Lennart Ason och Bengt Olson i Falkenberg 1966. Han medverkade i utställningen Nya Valands som visades i Stockholm 1958, grafikutställningen Då och nu på Liljevalchs konsthall, Svenskt 60-tal på Norrköpingsutställningen 1964 och utställningen Havet på Röhsska konstslöjdmuseet i Göteborg. Internationellt ställde han ut i Lübeck, Amsterdam, St. Louis och på Galerie Jaques Massol i Paris samt medverkade i ungdomsbiennalen på Musée d´Art Moderne. Hans målade konst kännetecknas av ett stort experimenterande med tekniker och former i en stark färgskala, han arbetar även med teckningar och grafik. Han är medförfattare till boken, Poetisk abstraktion från 1964. Som grafiker medverkade han i ett flertal av Valandselevernas grafikportföljer. 
På ytterväggen vid entrén till Kulturkvarteret Pedagogien i Hjo finns hans emaljmålning Hjo-Hjo från 1974.
Ström är representerad vid Moderna museet, Göteborgs museum och Norrköpings konstmuseum.